# Youssef Belammari
Youssef Belammari (en arabe : يوسف بلعمري), né le 20 septembre 1998 à Rabat (Maroc), est un footballeur international marocain jouant au poste de milieu de terrain ou d'arrière gauche au Raja Club Athletic.
Il commence sa carrière footballistique en rejoignant le centre de formation du Fath Union Sports alors qu'il est âgé de 10 ans. En 2017, il intègre l'équipe première mais il ne s'impose définitivement qu'en 2019. En 2023, il s'engage avec le Raja Club Athletic avec qui il remporte en 2024 le doublé coupe-championnat en restant invaincu, fait inédit dans l'histoire du football marocain.

## Biographie

### En club

#### Débuts au Fath US (2017-2023)
Natif de Rabat, Youssef Belammari est formé dans le centre de formation du Fath US,.
Le 5 avril 2017, il fait ses débuts professionnels en championnat face au Raja Club Athletic, lancé par l'entraîneur Walid Regragui (défaite, 2-0). Le 28 mai 2017, il reçoit sa première titularisation face au Moghreb Tetouan (match nul, 1-1). Le 27 août 2017, il marque son premier but face au Mouloudia d'Oujda en seizième de finale de la Coupe du Maroc (match nul, 1-1).

#### Raja CA (depuis 2023)
Le 2 juillet 2023, il s'engage librement avec le Raja CA pour trois saisons et devient la troisième recrue estivale du club,.
Il dispute son premier match sous ses nouvelles couleurs en débutant comme titulaire le 27 août 2023 contre le Youssoufia Berrechid dans le cadre de la première journée du championnat (victoire, 1-3). Freiné par une blessure à la cheville endurée pendant un entraînement en début de saison, c'est contre ce même adversaire, au match retour le 8 février 2024 qu'il inscrit son premier but sous le maillot du Raja (victoire, 2-0).
La saison 2023-2024 voit le Raja réaliser un exploit historique en remportant le doublé coupe-championnat sans aucune défaite. Les Verts ont pourchassé l'AS FAR depuis le début de la saison jusqu'à la 29e journée quand Adam Ennafati marque le coup franc décisif à la dernière minute contre le Wydad et les propulse à la tête du classement. Le 14 juin 2024, le club s'assure le titre en s'imposant face au Mouloudia d'Oujda (0-3) et bat également le record des points avec 72 unités. Le 1er juillet, le Raja enchaîne avec une quatorzième victoire de suite en battant l'AS FAR encore une fois en finale de la Coupe du trône pour s'assurer le troisième doublé de son histoire.
Belammari démarre la saison 2024-2025 avec un but et trois passes décisives en huit matchs et le club se qualifie pour disputer la phases de poules de la Ligue des champions,.
Le 30 octobre 2024, le Raja CA annonce que Belammari sera absent pour au moins quatre semaines. Le club a précisé que le joueur avait subi une double-fracture au niveau des vertèbres dorsales et que cette blessure ne nécessiterait pas une intervention chirurgicale.

### Carrière internationale

#### Équipe A
Le 7 octobre 2024, il reçoit sa première convocation de Walid Regragui, appelé en renfort pour remplacer Noussair Mazraoui, forfait pour cause d'une blessure,,. Le rassemblement a pour but une double confrontation face à la République centrafricaine, comptant pour les qualifications de la CAN 2025,. Il délivre sa première passe décisive à Azzedine Ounahi qui inscrit le deuxième but (5-0). 

#### Équipe A'
En août 2022, il est convoqué par Houcine Ammouta avec l’équipe nationale A′ (composée de joueurs locaux) pour un stage en Autriche, incluant un tournoi amical avec le Qatar et la Jamaïque,.
Le 23 juillet 2025, il est annoncé parmi la liste des joueurs convoqués par Tarik Sektioui pour le Championnat d'Afrique des nations 2024 qui sera joué du 2 au 30 août 2025.

#### Équipe de jeunes
En 2017, il est convoqué par Marc Wotte avec la sélection nationale des moins de 20 ans, disputant un match amical contre l’Italie et deux contre la France.
En 2018, il rejoint les Lionceaux olympiques et débute avec une double confrontation face à l’Algérie contre qui il marque son premier but en sélection.

## Style de jeu
Youssef Belammari a un style de jeu offensif. De par sa formation de milieu latéral voire d'ailier, il est particulièrement porté vers l'avant sur tout le côté gauche. Ses points forts sont sa technique (amortis, jeu à une touche, la conduite de balle etc.), sa vivacité, son jeu offensif et sa polyvalence. En raison de sa compétence à occuper différents espaces offensifs sur le terrain et à créer des occasions de but, il dézone souvent pour rentrer au milieu de terrain afin d'échapper au marquage et libérer ses coéquipiers.

## Statistiques

### Statistiques détaillées
| Saison                | Club                  | Championnat           | Championnat | Championnat | Coupe(s) nationale(s) | Coupe(s) nationale(s) | Total | Total |
| Saison                | Club                  | Division              | M.          | B.          | M.                    | B.                    | M.    | B.    |
| 2016-2017             | FUS Rabat             | Botola                | 3           | 0           | 0                     | 0                     | 3     | 0     |
| 2017-2018             | FUS Rabat             | Botola                | 8           | 2           | 1                     | 1                     | 9     | 3     |
| 2018-2019             | FUS Rabat             | Botola                | 1           | 0           | 0                     | 0                     | 1     | 0     |
| 2019-2020             | FUS Rabat             | Botola                | 27          | 2           | 1                     | 0                     | 28    | 2     |
| 2020-2021             | FUS Rabat             | Botola                | 24          | 2           | 0                     | 0                     | 24    | 2     |
| 2021-2022             | FUS Rabat             | Botola                | 23          | 1           | 4                     | 0                     | 27    | 1     |
| 2022-2023             | FUS Rabat             | Botola                | 27          | 1           | 0                     | 0                     | 27    | 1     |
| Sous-total            | Sous-total            | Sous-total            | 113         | 8           | 6                     | 1                     | 119   | 9     |
| 2023-2024             | Raja CA               | Botola                | 28          | 1           | 5                     | 1                     | 33    | 2     |
| 2024-2025             | Raja CA               | Botola                | 5           | 1           | -                     | -                     | 5     | 1     |
| Total sur la carrière | Total sur la carrière | Total sur la carrière | 146         | 9           | 11                    | 2                     | 157   | 11    |

### En sélection
Le tableau suivant liste les rencontres de l'équipe du Maroc dans lesquelles Youssef Belammari a été sélectionné depuis le 12 octobre 2024 jusqu'à présent :

### En sélection A'
| 0Sélections | Date         | Lieu                            | Adversaire  | Résultats | Minutes | Buts | Passes | Compétitions |
| ----------- | ------------ | ------------------------------- | ----------- | --------- | ------- | ---- | ------ | ------------ |
| 1           | 3 août 2025  | Nyayo National Stadium, Nairobi | Angola A'   | 2-0       | 90 min  | 0    | 0      | CHAN 2024    |
| 2           | 10 août 2025 | Nyayo National Stadium, Nairobi | Kenya A'    | 0-1       | 90 min  | 0    | 0      | CHAN 2024    |
| 3           | 14 août 2025 | Nyayo National Stadium, Nairobi | Zambie A'   | 3-1       | 90 min  | 0    | 0      | CHAN 2024    |
| 4           | 17 août 2025 | Nyayo National Stadium, Nairobi | RD Congo A' | 3-1       | 90 min  | 0    | 1      | CHAN 2024    |

## Palmarès
Raja CA
- Botola Pro (1) :
  - Champion : 2023-24
- Coupe du Trône (1) :
  - Vainqueur : 2024
  - Finaliste : 2023